# Enrique Lofolomo
Enrique Lofolomo (* 14. April 2000 in Heinsberg) ist ein deutsch-kongolesischer Fußballspieler.

## Karriere
Nach seinen Anfängen in der Jugend von Alemannia Aachen wechselte er im Sommer 2018 in die Jugendabteilung von Fortuna Düsseldorf. Nach 22 Spielen in der A-Junioren-Bundesliga, bei denen ihm ein Tor gelang, wurde er im Sommer 2019 in den Kader der zweiten Mannschaft in der Regionalliga West aufgenommen. Nach 48 Ligaspielen wechselte er im Sommer 2021 ligaintern zur zweiten Mannschaft von Borussia Mönchengladbach.
Nach zwei Spielzeiten und 50 Ligaeinsätzen wechselte er im Sommer 2023 zum Drittligisten Hallescher FC und kam dort auch zu seinem ersten Einsatz im Profibereich, als er am 4. August 2023, dem 1. Spieltag, beim 2:1-Heimsieg gegen Rot-Weiss Essen in der Startformation stand.
Zur Saison 2024/25 wechselte Lofolomo zu Viktoria Köln. Ein Jahr später verließ er den Verein wieder und schloss sich zur Saison 2025/26 dem belgischen Erstligisten Zulte Waregem an.

## Erfolge
- Sachsen-Anhalt-Pokal-Sieger: 2024 mit Hallescher FC
- Mittelrheinpokal-Sieger: 2025 mit Viktoria Köln